# Aidabaleten (Aldeia)
Aidabaleten ist eine osttimoresische Aldeia im Suco Aidabaleten (Verwaltungsamt Atabae, Gemeinde Bobonaro). 2015 lebten in der Aldeia 574 Menschen.

## Geographie
Aidabaleten liegt im Südosten des Sucos Aidabaleten. Westlich befindet sich die Aldeia Harame. Im Süden und Osten grenzt Aidabaleten an den Suco Hataz und im Nordosten an den Suco Rairobo. Aus Harame führt eine Straße im Norden zu den Siedlungen Farumea und Aidabaleten, vorbei am Weiler Letelaran. Eine zweite Straße kommt aus dem Westen und führt zum im Süden liegenden Ort Coitapo. Eine Straße verbindet die Orte im Süden mit jenen im Norden, eine Straße führt in den Suco Rairobo und eine in den Suco Hataz.
Grundschulen stehen in den Orten Aidabaleten und Coitapo. In Coitapo befindet sich zudem eine Kapelle.

## Politik
2023 wurde Carlito Mali Bere zum Chefe de Aldeia gewählt.